# Скороходівська селищна рада
Скороходівська селищна рада (до 2016 року — Артемівська) — орган місцевого самоврядування в Чутівському районі Полтавської області з центром у смт Скороходове. Окрім Скороходового, раді підпорядковано села:
1. Коханівка
2. Павлівка
3. Степанівка
4. Шевченківка

## Влада
Загальний склад ради — 24
Селищні голови (голови селищної ради)
- Василь Дрозд[1]
- Валерій Валерійович Штепка